# Olšovští z Olšovic
Olšovští z Olšovic (také Olšova) byl slezský šlechtický rod pocházející z okolí Pštiny. Jednou z nejvýznamnější osobností tohoto rodu byl Jan Olšovský z Olšovic a na Guře, který v letech 1604 a 1608 zapsal věno své ženě Kateřině Újezdské z Újezda. Olšovští se píší podle obce Olszowice (dříve kraj Podhorze). Dnes je to obec cca 23 km jižně od Krakova v Polsku. Erb tohoto rodu měl červený štít a žluté znamení (starobylou kostelní korouhev), klenot 23 pštrosích per, přikryvadla žluto-červená. Tomuto erbu dnes pravděpodobně odpovídá polský erb Radwan (alternativní názvy erbu: Wierzbowa, Wierzbowczyk, Wirzbowa, Wirzbowo, Kaja, Chorągwie).
Příslušníci rodu Olšovští z Olšovic se zřejmě časem velice rozrostli a nosili i další erby (mimo jiné erby Prus II, Rawicz), například Prus II (nazvaný Wilczekosy, tj. Vlčí kosy), nejznámější nositel byl Andrzej Olszowski (biskup z Chełmna, arcibiskup z Hnězdna, Primas Polska, probošt poznaňské katedrální kapituly, místokancléř koruny polské, politický spisovatel atd.).